# Lesiones en los músicos
Las lesiones son un problema de salud frecuente en los músicos, principalmente las que se relacionan con el sistema músculoesqueletico es decir las que afectan a tendones y músculos. Algunas de los procesos más frecuentes que se presentan en estos profesionales son la epicondilitis, la epitrocleítis y las lesiones por sobrecarga de los músculos del brazo como el bíceps y el tríceps. También son habituales las contracturas de la región del cuello.

## Historia
Desde el punto de vista estadístico, los músicos constituyen un grupo que presenta un importante riesgo de enfermedades laborales. Sin embargo, el problema no ha sido ni suficientemente entendido ni tratado.  Además, la mayoría de los músicos parece no estar lo debidamente sensibilizada como para reclamar instrucción y asistencia en el terreno del mantenimiento y la mejora de sus cualidades físicas y psíquicas relacionadas con su profesión.
Si bien es cierto que se ha avanzado en alguno de los aspetos relacionados con la promoción de la salud del músico, los progresos en el campo de la prevención continúan siendo muy limitados. Por lo general, el músico desconoce los riesgos a que  está expuesto o no dispone de los recursos para prevenirlos.
La mayor parte de los afectados son músicos de entre 30 y 40 años cuya enfermedad viene dada por el constante trabajo repetitivo, principal causante de las lesiones. El trabajo repetitivo va acompañado de tensión muscular al tocar el instrumento, lo cual potencia el riesgo de padecer lesiones. El número de lesiones puede reducirse si se presta atención a la formación preventiva, la cual debería estar presente desde los primeros años de enseñanza de un instrumento.

## Lesiones más frecuentes
Consisten principalmente en las siguientes:
- Bursitis: Es la inflamación de pequeñas bolsas llenas de fluido que facilitan el movimiento.
- Tendinitis: Inflamación de cualquier tendón. Los síntomas y las causas pueden variar dependiendo del tendón afectado.
- Tenosinovitis: Es un daño producido por un esfuerzo repetitivo que provoca la inflamación de la membrana sinovial que recubre un tendón.

Las entidades más habituales son la epicondilitis, epitrocleítis, dedo en resorte, síndrome del túnel del carpo y tenosinovitis de estiloides radial (tendinitis de De Quervain), que es una tenosinovitis que afecta a la vaina común del tendón del músculo abductor largo del pulgar y del músculo extensor corto del pulgar.

## Aspectos importantes
- El sistema más afectado es el musculoesquelético
- Los factores de riesgo más identificados son la edad (30-40 años) y el tiempo de dedicación.
- Un alto  porcentaje de músicos convive con molestias buena parte de su carrera
- El músico es poco consciente de los problemas relacionados con la salud laboral.
- Las zonas más afectadas son las extremidades superiores y la columna cervical.
- Los hombres presentan con más frecuencia problemas de sobreesfuerzo y las mujeres de problemas posturales.
- En el campo de la prevención hay que advertir tanto a los jóvenes como al profesorado.
- Cada uno de los instrumentos musicales favorece un tipo de lesión específica.